# 프리델-크래프츠 반응
프리델-크래프츠 반응(Friedel–Crafts reactions)이란 찰스 프리델과 제임스 크래프츠가 1877년에 발견한 반응이다. 촉매로는 루이스 산(무수염화알루미늄등)을 사용하며 방향족 화합물에 알킬기를 도입한다. 이 반응에는 알킬화 반응과 아실화 반응 두 가지가 있다.

## 원리

### 알킬화 반응
여기서 방향족 고리에 R-X(할로젠이 결합되어있는 알킬기)는 루이스 산, 염화알루미늄은 루이스 염기로 볼 수 있으며 알킬기에 할로젠이 결합한 이유도 루이스 산으로 만들기 위한 이유이다.
루이스 산-염기 반응이 일어나면 탄소 양이온이 생성된다. 탄소 양이온은 방향족 고리인 벤젠과 반응하는데, 이 반응물은 불안정하므로 탄소가 전자를 받아 안정화된다.